# Isla de Barents
La isla de Barents (en noruego, Barentsøya) es una pequeña isla deshabitada del archipiélago de las islas Svalbard, localizada entre las islas Edgeøya y Spitsbergen. Administrativamente, pertenece a Svalbard, un territorio dependiente de Noruega.
Lleva su nombre en honor de Willem Barents, el explorador holandés que descubrió el archipiélago en 1596.

## Geografía
Se localiza geográficamente entre los 78°25'N y los 21°27' E, es una isla Ártica, más de la mitad de su superficie de 1288 km² es glaciar. En el norte, en el estrecho que la separa de la isla Spitsbergen, se encuentra la isla de Kükenthaløya. Al sur, en el estrecho que la separa de la isla Edgeøya está el Freemansundet.